# Sclerophrys funerea
Sclerophrys funerea es una especie de anfibio anuros de la familia Bufonidae.

## Distribución geográfica y hábitat
Habita en Angola, Burundi, República del Congo, República Democrática del Congo, este de Gabón, Ruanda y Uganda.
Su hábitat natural incluye bosques tropicales o subtropicales secos y a baja altitud y ríos.
Está amenazada por la pérdida de su hábitat natural.